# Natallja Sazanovič
Natallja Vjačaslavaŭna Sazanovič, accreditata come Natalya Sazanovich dalla IAAF (in bielorusso Наталля Вячаславаўна Сазановіч?; Baranoviči, 15 agosto 1973), è un'ex multiplista e lunghista bielorussa, che vinse la medaglia d'argento alle Olimpiadi di Atlanta e quella di bronzo alle Olimpiadi di Sydney 2000 nell'eptathlon.
Nella prova di Atlanta ha stabilito il suo record personale con 6563 punti. Inoltre è campionessa mondiale indoor 2001. Ha partecipato anche ai Giochi di Atene 2004 ma si è ritirata dopo due prove.

## Risultati
| Anno | Competizione    | Luogo             | Risultato | Evento              |
| ---- | --------------- | ----------------- | --------- | ------------------- |
| 1996 | Olimpiadi       | Atlanta           | 2a        | Eptathlon, 6.563 PB |
| 1997 | Mondiali        | Atene             | 5a        | Eptathlon           |
| 1998 | Europei indoor  | Valencia          | 12a       | Salto in lungo      |
|      | Europei         | Budapest          | 3a        | Eptathlon           |
| 2000 | Olimpiadi       | Sydney            | 3a        | Eptathlon           |
| 2001 | Mondiali indoor | Lisbona           | 1a        | Pentathlon          |
|      | Mondiali        | Edmonton          | 2a        | Eptathlon           |
|      | Goodwill Games  | Brisbane          | 3a        | Eptathlon           |
| 2002 | Europei         | Monaco di Baviera | 3a        | Eptathlon           |
| 2003 | Mondiali indoor | Birmingham        | 2a        | Pentathlon          |
|      | Mondiali        | Parigi            | 3a        | Eptathlon           |

### Record personali
| - Eptathlon - 6563 (1996) - 200 metri - 23.62 (1997) - 800 metri - 2:16.41 (2000) - 100 metri ostacoli - 13.28 (2001) |  | - Salto in alto - 1.84 (1995, 1997, 2000) - Salto in lungo - 6.86 (1996) - Getto del peso - 16.81 (2003) - Lancio del giavellotto - 47.13 (2002) |